# 砂漿

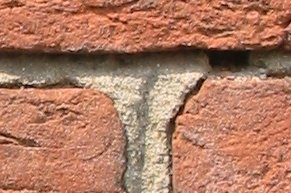
黏合磚塊的砂漿

砂漿是一種常見的建築材料，由砂、水泥與水混合而成，有時亦會加入石灰，主要用作黏合磚塊、瓦片等其他建築材料的用途。
用无机胶凝材料与细骨料和水按比例拌和而成，也称灰浆。用于砌筑和抹灰工程，可分为砌筑砂浆和抹面砂浆，前者用于砖、石块、砌块等的砌筑以及构件安装；后者则用于墙面、地面、屋面及梁柱结构等表面的抹灰，以达到防护和装饰等要求。普通砂浆材料中还有的是用石膏、石灰膏或粘土掺加纤维性增强材料加水配制成膏状物，称为灰、膏、泥或胶泥。常用的有麻刀灰（掺入麻刀的石灰膏）、纸筋灰（掺入纸筋的石灰膏）、石膏灰（在熟石膏中掺入石灰膏及纸筋或玻璃纤维等）和掺灰泥（粘土中掺少量石灰和麦秸或稻草）。

## 類別
根据组成材料,普通砂浆还可分为：
- 石灰砂浆。由石灰膏、砂和水按一定配比制成，一般用于强度要求不高、不受潮湿的砌体和抹灰层
  - 糯米石灰浆，一种经过改良的强度略高的石灰砂浆。
- 水泥砂浆。由水泥、砂和水按一定配比制成，一般用于潮湿环境或水中的砌体、墙面或地面等
- 混合砂浆。在水泥或石灰砂浆中掺加适当掺合料如粉煤灰、硅藻土等制成，以节约水泥或石灰用量，并改善砂浆的和易性。常用的混合砂浆有水泥石灰砂浆、水泥粘土砂浆和石灰粘土砂浆等。
- 乾拌砂浆。預先將乾燥的砂、水泥及適當的添加劑在生產工廠內拌合包裝，在施作現場只需加入適量的水，充分拌合後即可使用。乾拌砂漿的包裝內容物皆需乾燥處理，以防止提早硬化的可能性。另外砂漿加水拌合後的施工性、黏著性、耐後性、強度等皆因內容物的材料比例所影響，故乾拌砂漿的材料比例準確性高於其他類別砂漿。